# Buthus ibericus
Buthus ibericus, comummente conhecido como lacrau,  é uma espécie de escorpião da família dos Butídeos, que marca presença em Portugal Continental, de Norte a Sul.  

## Nomes comuns
Além da designação comum lacrau, esta espécie é ainda conhecida como escorpião-amarelo (não confundir com a espécie Tityus serrulatus  que dá por esse nome no Brasil) e lacrau-amarelo.

## Descrição
Esta espécie de aracnídeo caracteriza-se pelo seu exoesqueleto quitinoso. O lacrau-amarelo tem um corpo alongado, constituído por um cefalotórax, robusto, e por um abdómen, inicialmente largo e achatado, rematando numa cauda articulada de seis segmentos. Apresenta pequenos pêlos ao longo do corpo e da cauda.
O último desses segmentos, caracterizado pela sua forma de espigão, designa-se télson ou aguilhão, e cumpre a função de inocular veneno.
A coloração do lacrau-amarelo alterna entre diferentes matizes mais escuros ou mais claros de amarelo e castanhos-alaranjados. Esta espécie conta, ainda, com quatro pares de patas articuladas e ainda um par de pedipalpos em forma de pinças.

## Distribuição
Encontra-se em todo o território português continental, de Norte a Sul.

### Habitat
Dados os hábitos noctívagos desta espécie, que tende a marcar maior presença em zonas mais quentes, áridas ou com vegetação dispersa, o lacrau-amarelo costuma procurar refugio durante o dia, debaixo de rochas, troncos ou em fendas no solo.

## Distinção com a espécieBluthus occitanus
Embora facilmente confundível com a espécie mais genérica Bluthus occitanus, sendo que durante muito tempo foram consideradas como sinónimas taxonómicas uma da outra, presentemente, distinguem-se as duas espécies.
O Buthus ibericus sp. pauta-se pelos dedos móveis dos pedipalpos com um lóbo basal tanto nos espécimes machos como fêmeas,  ao passo que o Buthus occitanus não conta com esse lobo basal. 

## Veneno
A toxicidade do veneno do lacrau-amarelo relaciona-se com a presença de neurotoxinas (α-toxinas) com ligação a canais iónicos, prolongando a despolarização e promovendo a excitabilidade muscular e nervosa. Estão ainda presentes vários outros compostos com ações citotóxicas e hemolíticas, nomeadamente  hialuronidases  e  fosfolipases  responsáveis pelos efeitos locais.
A maioria das picadas dos lacraus-amarelos em seres humanos adultos saudáveis causa apenas sintomas locais - tipicamente nas zonas mais comuns de picada, que são as mãos e os pés - não estando descritos quadros graves ou letais.
Em todo o caso, em crianças pequenas, idosos ou adultos com hipersensibilidade ao veneno, a picada pode levar a um quadro clínico semelhante a um choque anafilático.
A medicina moderna descreve três fases de distinta gravidade temporalmente sequenciais, das picadas de lacrau-amarelo, sendo que na esmagadora maioria dos casos de se limita apenas à primeira fase. Não obstante sejam raros os casos de envenenamento por picada de lacrau-amarelo, que progrediam até às fases II e III, os mesmos, em razão da sua gravidade devem ser, imperativamente, geridos em contexto hospitalar.
A primeira pauta-se por dores muito intensa, no local da picada, com irradiação a todo o membro, hipertermia, mácula eritematosa com centro  necrótico,  edema,  sintomas  sistémicos  ligeiros como agitação, febrícula, sudorese, náuseas e mal--estar.
A segunda fase, que se costuma manifestar abruptamente duas a doze horas após a picada, pauta-se por sintomas de sudorese, dor epigástrica, vómitos, diarreia, priapismo,  hipotensão,  bradicardia, dispneia e febre.
Por fim, a terceira fase, por sinal a mais rara e também a mais perniciosa, porquanto pode revelar-se fatal em 50% dos casos, pauta-se por edema pulmonar, broncospasmo, hipertermia, arritmias, convulsões e coma.
A administração de soro antiveneno não está recomendada, uma vez que a sua eficácia é ainda objecto de controvérsia médica. Dessarte, em caso de picada, o procedimento recomendado passa limpar e desinfeçtar local afectado e em seguida aplicar crioterapia com elevação do membro afetado. O tratamento deve ser acompanhado pelo recurso a analgésicos.